# Mihaly Csikszentmihalyi
Mihály Csíkszentmihályi (IPA: /ˈmihaːj tʃiːkˈsɛntmihaːji/), född 29 september 1934 i Fiume i Italien (nuvarande Rijeka i Kroatien), död 20 oktober 2021 i Claremont, Los Angeles County, Kalifornien, var en ungersk-amerikansk professor i psykologi. Han är känd för sina arbeten om bland annat lycka och kreativitet samt framför allt om begreppet flow. 
Han var professor och tidigare ordförande i Department of Psychology vid University of Chicago.
Från mitten av 1970-talet var han engagerad i forskning inom områden relaterade till ”flow”. Anslag till dessa undersökningar har kommit från Public Health Service och olika privata fonder, framför allt Spencer Foundation. Dessutom har ett stort intresse vuxit upp utanför de akademiska kretsarna, föregångna av penetrerande artiklar i Psychology Today, New York Times, Washington Post, Chicago Tribune, Omni, Newsweek och på andra ställen.
Han har skrivit Beyond Boredom and Anxiety utgiven 1975 och är medförfattare i The Meaning of Things (1981) och Being Adolescent (1984). Dr Csíkszentmihályi är medlem i The National Academy of Education och National Academy of Leisure Sciences. Han har varit Senior Fulbright Fellow och är för närvarande med i flera redaktioner, bl. a. redaktionen för Encyclopedia Britannica. Han har medverkat i ett stort antal utländska TV-program, bl. a. i BBC och RAI, och har deltagit i flera timslånga avsnitt av "Nova".